# Catulle Mendès lányai (festmény)
A Catulle Mendès lányai Pierre-Auguste Renoir 1888-ban készült festménye, mely jelenleg a New York-i Metropolitan Művészeti Múzeumban található. 
Renoir szerette volna megismételni 1879-es nagy sikerét, amit Madame Charpentier és gyermekei című zsánerképével aratott. Engedélyt kért barátjától, Catulle Mendès írótól, és feleségétől, Augusta Holmès zongoraművésztől, hogy megfesthesse három lányukat, Hughette-t (1871-1964), Claudine-t (1876-1937) és Helyonne-t (1879-1955).
Renoir 1888-ban állította ki a képet először egy csoportos kiállításon, de a mű kritikai visszhangja katasztrofális volt. Érdektelenség fogadta a képet az 1890-es Szalonon is.
Mára azonban a kritikai közvélemény Renoir egyik legérdekesebb képének ismerte el, korában újszerű, agresszív színei, valamint Fragonard-ra és a 18. század más zsánerképfestőire emlékeztető ecsetkezelése miatt.
A festmény Walter H. Annenberg hagyatékából került a Metropolitan tulajdonába 2002-ben.